# Anarchy (Album)
Anarchy ist das vierte Studioalbum des US-amerikanischen Rappers Busta Rhymes, das im Juni 2000 erschien.

## Entstehung und Veröffentlichung
Die Erstveröffentlichung von Anarchy erfolgte am 20. Juni 2000 bei Elektra Records. Das Album erschien in seiner Originalausführung als CD mit 22 Titeln (Katalognummer: 7559-62517-2).
Geschrieben und produziert wurden die Lieder durch verschiedene wechselnde Komponisten, Liedtextern und Musikproduzenten. Rhymes selbst war beim Schreibprozess aller Lieder beteiligt. Den größten Teil der Produktion übernahmen die Hip-Hop-Musiker DJ Scratch, J Dilla und Nottz produziert. DJ Scratch lieferte die musikalische Untermalung der Lieder Salute Da Gods!!, We Comin' Through und C'mon All My Niggaz, C'mon All My Bitches. Jay Dee produzierte die Stücke Enjoy Da Ride, Live It Up und Show Me What You Got . Get Out!!, A Trip Out Of Town und Anarchy wurden von Nottz beigesteuert. Weitere Produktionen können den Musikern Swizz Beatz (We Put It Down For Y All und All Night), Scott Storch (Bladow!!), Just Blaze (Street Shit und Here We Go Again), Busta Rhymes (Fire und Ready For War), Large Professor (The Heist), DJ Shok (How Much We Grew), Rockwilder (Make Noise) und P. Killer Trackz (Why We Die) zugeordnet werden. Die in dem Titel Make Noise zu hörende Gitarre wurde von Lenny Kravitz eingespielt.

## Titelliste
1. Intro: The Current State of Anarchy – 2:27
2. Salute Da Gods!! –	3:37
3. Enjoy Da Ride – 3:47
4. We Put It Down for Y’all –	3:30
5. Bladow!! –	3:40
6. Street Shit – 3:54
7. Live It Up	– 3:42
8. Fire – 2:50
9. All Night – 3:44
10. Show Me What You Got – 3:43
11. Get Out!! – 3:04
12. The Heist – 4:17 (feat. Ghostface Killah, Raekwon & Roc Marciano)
13. A Trip Out of Town – 3:37
14. How Much We Grew – 4:55
15. Here We Go Again – 3:29 (feat. Flipmode Squad)
16. We Comin’ Through – 3:00
17. C’mon All My Niggaz, C’mon All My Bitches – 2:55
18. Make Noise – 3:18 (feat. Lenny Kravitz)
19. Ready For War – 4:18 (feat. M. O. P.)
20. Why We Die – 3:59 (feat. DMX & Jay-Z)
21. Anarchy – 4:13
22. Outro – 0:46

## Rezensionen
Entertainment Weekly fand im Gegensatz zu den Kritiken der ersten Alben Busta Rhymes mit der Note „C-“ eine negativere Wertung für Anarchy. Ein Großteil der Musik des Albums sei wenig interessanter als Morsezeichen. Busta Rhymes laufe Gefahr bekannter für sein Image und seine Frisur als für seine Musik zu werden (he's in danger of being better known for his cartoonish image and dreadlocked ponytail than for his music).
Eine Kritik für den All Music Guide erfolgte durch Steve Huey. Dieser ist der Ansicht, die besten Momente des Albums Anarchy seien so brillant wie die früheren Aufnahmen des Rappers. Dennoch zeigen sich Anzeichen für den Verschleiß von Rhymes’ Erfolgsrezept (Its best moments are as brilliant as ever, but there are also signs that Busta's winning formula is starting to show a little wear and tear.). Viele Lieder seien immer noch „unglaublich“, aber ähneln stilistisch älteren Stücken.

## Kommerzieller Erfolg

### Chartplatzierungen
Anarchy avancierte mit Rang vier zum Top-10-Erfolg in den US-amerikanischen Billboard 200. Das platzierte sich dort 14 Wochen in den Charts und wurde Rhymes’ viertes Chartalbum sowie nach The Coming (1996) und When Disaster Strikes (1997) sein dritter Top-10-Erfolg. Darüber hinaus erreichte es Chartplatzierungen im Vereinigten Königreich (Rang 38), Neuseeland (Rang 50), Frankreich (Rang 54), in Deutschland (Rang 63), der Schweiz (Rang 65) und den Niederlanden (Rang 87).
| ChartsChartplatzierungen       | Höchstplatzierung | Wochen |
| ------------------------------ | ----------------- | ------ |
| Deutschland (GfK)              | 63 (4 Wo.)        | 4      |
| Schweiz (IFPI)                 | 65 (4 Wo.)        | 4      |
| Vereinigte Staaten (Billboard) | 4 (14 Wo.)        | 14     |
| Vereinigtes Königreich (OCC)   | 38 (3 Wo.)        | 3      |

### Auszeichnungen für Musikverkäufe
| Land/Region               | Auszeichnungen für Musikverkäufe (Land/Region, Auszeichnung, Verkäufe) | Verkäufe  |
| ------------------------- | ---------------------------------------------------------------------- | --------- |
| Vereinigte Staaten (RIAA) | Platin                                                                 | 1.000.000 |
| Insgesamt                 | 1× Platin ·                                                            | 1.000.000 |